# Lo Comunalet
Lo Comunalet és un indret i partida del terme municipal de Castell de Mur, dins de l'antic terme de Mur, al Pallars Jussà.
Està situat a l'extrem oest del terme municipal, al nord-est de la Casa del Coscó i de la partida de lo Coscó. És també al sud-est del Mas de Falset i a l'esquerra del barranc del Comunalet.